# Calle del Gobernador
La calle del Gobernador es una vía pública del distrito Centro de Madrid que desciende desde la costanilla de los Desamparados hasta el paseo del Prado. Está dedicada a Julián de Picos, gobernador del Consejo de Castilla en la primera mitad del siglo xiv.

## Historia
Algunos cronistas y/o estudiosos del callejero de Madrid, señalan el hecho paradójico de que esta calle esté dedicada a un tirano que oprimió al pueblo madrileño y que hacia 1339, y ante las protestas de los vecinos de la Villa, fue destituido por Alfonso XI “el Justiciero”, y condenado a 20 años de exacción y ordenada la demolición de su casa situada en esta ladera frontera al prado del Atochar; suceso este que casi tres siglos después fue al parecer el motivo de que el Concejo de la Villa nombrara así la calle que aquí se formó, y que hasta entonces se conocía como camino o calle que sale a las «huertas de Valdemoro».
Ya aparecía con ese nombre en los planos metropolitanos de Texeira (1656) y Espinosa (1769).

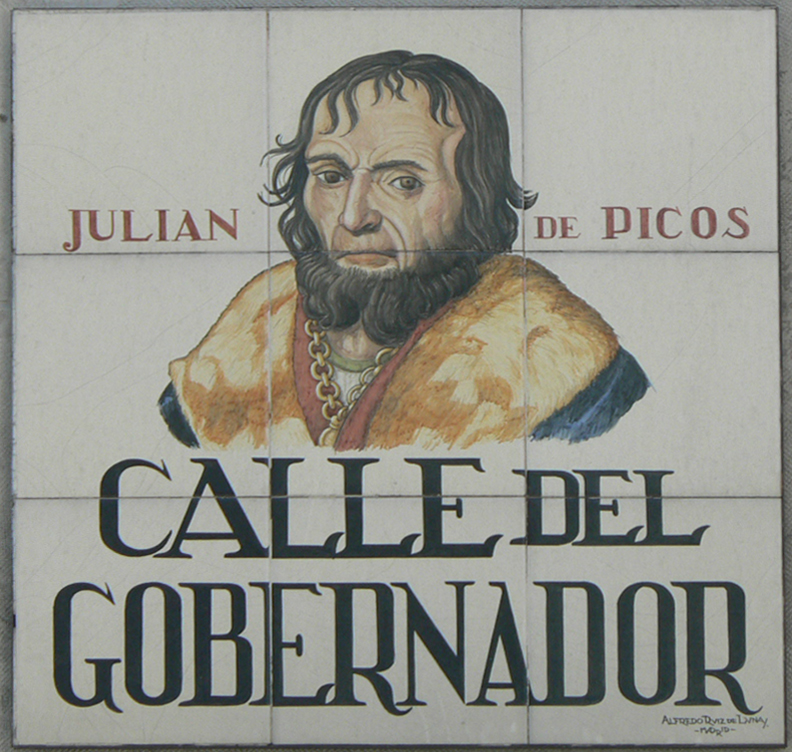
Placa del callejero histórico, obra de Alfredo Ruiz de Luna González.

En 1777, parte de la calle fue vendida al platero aragonés Antonio Martínez Barrio, que instalaría en esta zona su escuela industrial, puesta en funcionamiento en 1792.
En el número 26 de esta calle estuvo entre 1839 y 1899 la fábrica de bujías eléctricas fundada en Madrid por Julián Bert, cofundador también en París de la primera industria de este producto. Convertido más tarde en garaje, a finales del siglo xx fue vendido a una empresa multinacional que lo trasformaría en un «espacio alquilable para coworking, eventos y reuniones» con acceso también por el número 22 de la calle de la Alameda.
Al final de la calle, un edificio diseñado por Francisco Javier Ferrero hace esquina al paseo del Prado con el número 30.